# 物种2000
物种2000（英語：Species 2000）是一个由世界各地物种数据库所组成的联盟。物种2000与美国整合分類學資訊系統合作编制了“生物物种名录”（Catalogue of Life）数据库。
物种2000由英国雷丁大学的弗兰克·毕斯比教授及他的同僚们于1997年建立。2001年，生物物种名录面世。物种2000的总部秘书处位于荷兰莱顿的自然生物多樣性中心。